# Europapokal der Landesmeister (Handball) der Frauen 1988/89
Am Europapokal der Landesmeister 1988/89 nahmen 27 Handball-Vereinsmannschaften aus 27 Ländern teil. Diese qualifizierten sich in der vorangegangenen Saison in ihren Heimatländern für den Europapokal. Bei der 29. Austragung des Wettbewerbs kam es zum dritten Mal in Folge zum Finale zwischen Titelverteidiger Spartak Kiew und Hypobank Südstadt Wien. Nach zwei Niederlagen in den Vorjahren, sicherte sich erstmals mit Wien eine österreichische Mannschaft einen Titel in einem europäischen Handballwettbewerb.

## 1. Runde
|                              | Gesamt |                        | Hinspiel | Rückspiel |
| ---------------------------- | ------ | ---------------------- | -------- | --------- |
| Lyngså BK                    | 43:31  | Åbo IFK                | 28:15    | 15:16     |
| Byåsen IL                    | 46:37  | Tyresö HF              | 29:19    | 17:18     |
| Wakefield Metros             | 23:59  | Fram Reykjavík         | 13:30    | 10:29     |
| Maccabi Holon                | 27:72  | Zeeman Vastgoed SEW    | 14:34    | 13:38     |
| ES Besançon                  | 44:25  | Initia HC Hasselt      | 22:80    | 22:17     |
| Espérance Rumelange          | 19:77  | TV Lützellinden        | 09:37    | 10:40     |
| Club Balonmano Íber Valencia | 75:10  | Ginásio Clube do Sul   | 44:40    | 31:60     |
| LC Brühl Handball            | 34:35  | Macchi Cassano Magnago | 23:19    | 11:16     |
| Iskra Partizánske            | 46:40  | AKS Chorzów            | 25:15    | 21:25     |
| VIF G. Dimitrov Sofia        | 54:27  | Gymnastiki Enosi Véria | 29:12    | 25:15     |
| CS Mureșul Târgu Mureș       | 65:20  | Arçelik SK Istanbul    | 37:50    | 28:15     |

Durch ein Freilos zogen der SC Leipzig, RK Voždovac Belgrad, Debreceni MVSC, Hypobank Südstadt Wien und Titelverteidiger Spartak Kiew direkt in das Achtelfinale ein.

## Achtelfinale
|                              | Gesamt |                        | Hinspiel | Rückspiel |
| ---------------------------- | ------ | ---------------------- | -------- | --------- |
| TV Lützellinden              | 40:39  | RK Voždovac Belgrad    | 26:18    | 14:21     |
| Club Balonmano Íber Valencia | 38:29  | ES Besançon            | 22:16    | 16:13     |
| SC Leipzig                   | 60:32  | Lyngså BK              | 34:13    | 26:19     |
| Debreceni MVSC               | 63:43  | VIF G. Dimitrov Sofia  | 35:19    | 28:24     |
| Hypobank Südstadt Wien       | 51:36  | Iskra Partizánske      | 30:17    | 21:19     |
| Zeeman Vastgoed SEW          | 42:42  | Macchi Cassano Magnago | 25:19    | 17:23     |
| CS Mureșul Târgu Mureș       | 51:50  | Byåsen IL              | 32:23    | 19:27     |
| Fram Reykjavík               | 30:57  | Spartak Kiew           | 14:35    | 16:22     |

1. ↑   Macchi Cassano Magnago qualifizierte sich aufgrund der Auswärtstorregel für das Viertelfinale.
2. ↑   beide Spiele fanden in Reykjavík statt.

## Viertelfinale
|                              | Gesamt |                        | Hinspiel | Rückspiel |
| ---------------------------- | ------ | ---------------------- | -------- | --------- |
| Club Balonmano Íber Valencia | 45:52  | CS Mureșul Târgu Mureș | 24:21    | 21:31     |
| Spartak Kiew                 | 49:38  | Macchi Cassano Magnago | 29:17    | 22:15     |
| Debreceni MVSC               | 42:40  | TV Lützellinden        | 22:18    | 20:22     |
| SC Leipzig                   | 42:55  | Hypobank Südstadt Wien | 20:25    | 22:28     |

## Halbfinale
|                        | Gesamt |                        | Hinspiel | Rückspiel |
| ---------------------- | ------ | ---------------------- | -------- | --------- |
| Debreceni MVSC         | 39:49  | Hypobank Südstadt Wien | 24:29    | 15:20     |
| CS Mureșul Târgu Mureș | 39:49  | Spartak Kiew           | 22:25    | 17:24     |

## Finale
|              | Gesamt |                        | Hinspiel | Rückspiel |
| ------------ | ------ | ---------------------- | -------- | --------- |
| Spartak Kiew | 33:37  | Hypobank Südstadt Wien | 14:16    | 19:21     |